# Angeli musicanti (De Predis)
Gli Angeli musicanti sono due dipinti realizzati alla fine del XV secolo, pannelli laterali del trittico dell'Immacolata Concezione di Leonardo da Vinci. Furono concepiti per inquadrare la tela della Vergine delle rocce, commissionata per la chiesa di San Francesco Grande di Milano. Separati dalla pala d'altare originaria alla fine del XVIII secolo, sono attualmente conservati alla National Gallery di Londra.
I due Angeli sono datati tra il 1495 e il 1499. Il primo è conosciuto come Angelo in verde che suona la viella e fu lungamente attribuito a Giovanni Ambrogio de Predis, sebbene taluni abbiano ipotizzato possa trattarsi di un'opera di Francesco Napoletano, pupillo di Leonardo da Vinci. Il secondo, invece, è denominato Angelo in rosso che suona il liuto ed è generalmente ritenuto del De Predis. In entrambi i casi l'influenza di Leonardo, nel trattamento delle figure, è particolarmente evidente.
Sebbene le due opere siano state ampiamente descritte o menzionate in vari documenti ad esse contemporanei, nella maggior parte dei casi si tratta di riferimenti indiretti, che riguardano principalmente la Vergine delle rocce. Restano quindi oggetto di speculazioni circa la correlazione alla prima versione oppure alla seconda versione della Vergine, il processo creativo, l'attribuzione, la datazione e la disposizione esatta nel trittico, nonché le ragioni che condussero ad alcune modificazioni nel corso del tempo, soprattutto relative allo sfondo.

## Storia

### Attribuzione
Gli studiosi ritengono si possano considerare come provenienti dalla bottega di Leonardo: infatti, lo stile degli angeli si riconduce a quello che il da Vinci esprime nella versione londinese della Vergine e sia i pannelli laterali che quello centrale condividono delle tecniche pittoriche simili - ad esempio l'utilizzo delle dita per definire i contorni delle figure - secondo taluni all'origine di alcune problematiche identiche per tutte e tre (ad esempio le crepe e le spaccature dello strato pittorico che appaiono durante il processo di asciugatura).
Nello specifico, la tradizione ha da sempre ritenuto che le due opere fossero state dipinte dal solo Giovanni Ambrogio de Predis, tra i tre artisti nominati nel contratto stipulato con i confratelli dell'Immacolata Concezione di Maria di Milano, ossia i committenti: a Leonardo spettava il pannello centrale, ad Evangelista de Predis la doratura della struttura lignea e al fratello Giovanni Ambrogio i due pannelli laterali (sicuramente sotto la supervisione di Leonardo). I Tuttavia, numerosi aspetti stilistici e tecnici portano ad affermare che i due angeli, malgrado il loro aspetto grandemente somigliante, siano stati elaborati da due mani diverse. L'Angelo in rosso ha sempre beneficiato di un consenso pressoché unanime in favore del De Predis. D'altro canto, l'Angelo in verde è stato per lungo tempo ritenuto dello stesso artista, ma sul finire del XX secolo taluni lo hanno ricondotto a Francesco Napoletano. In effetti, alcune caratteristiche tecniche visibili soltanto grazie alle indagini scientifiche (come la proporzione differente tra i colori e il nero per la resa della pelle dei due soggetti) indicano che l'Angelo con la viella fu probabilmente prodotto da un artista differente da quello che creò l'Angelo con il liuto. Inoltre, talune comparazioni tecniche e stilistiche con le opere realizzate sul finire degli anni ottanta del XV secolo dal Napoletano, come una Madonna col Bambino (conservata alla Pinacoteca di Brera a Milano), o una Madonna in trono tra i santi Giovanni Battista e Sebastiano (custodita alla Kunsthaus di Zurigo), confermano tale tesi. Un'ipotesi minoritaria, non particolarmente consolidata, ritiene che non si tratti di Napoletano, bensì di un altro allievo di Leonardo, Marco d'Oggiono.
La comparazione rende evidenti le distinzioni tra Napoletano e De Predis, con lo stile del primo compatibile con quello dell'Angelo in verde.

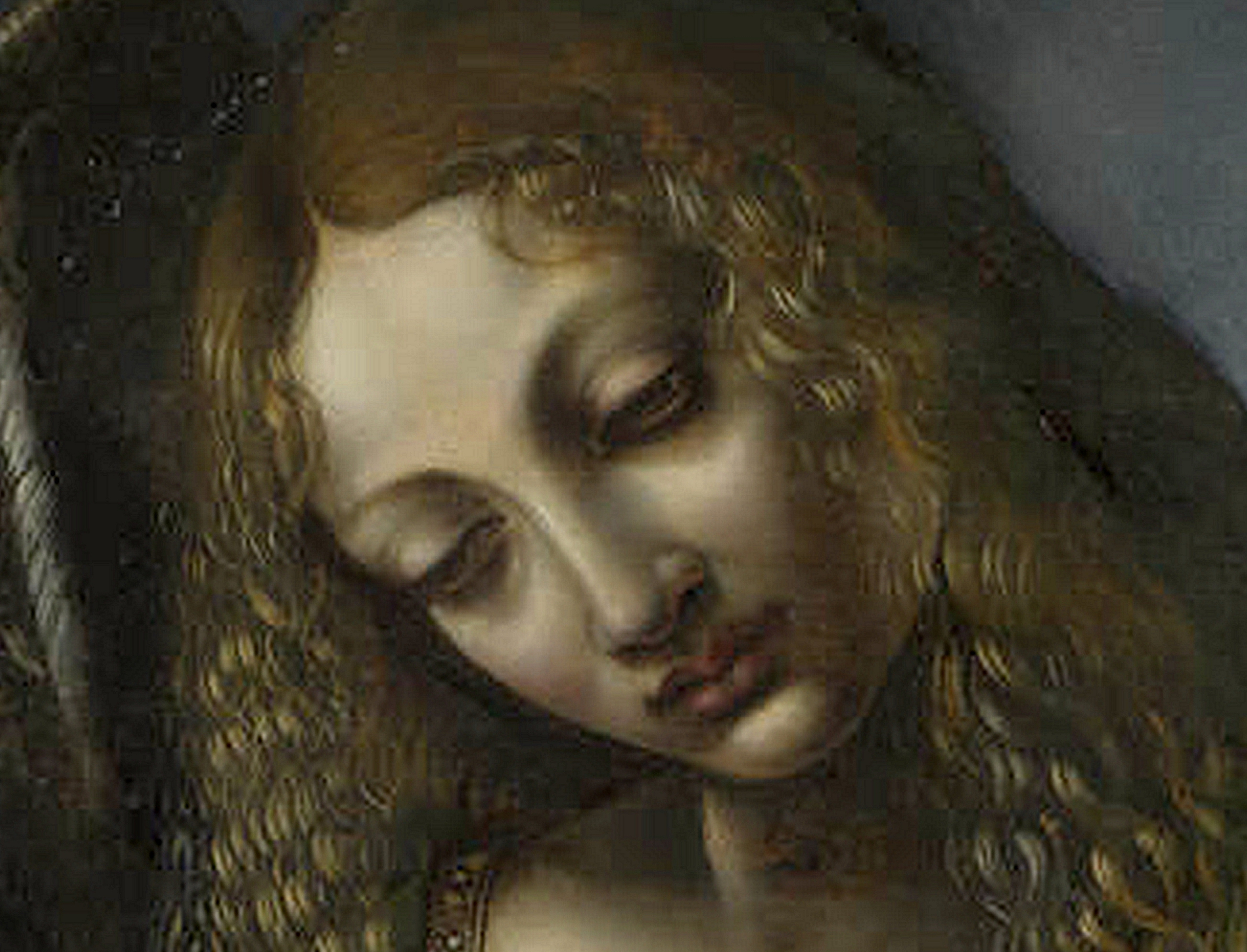
Volto dell'Angelo in verde.
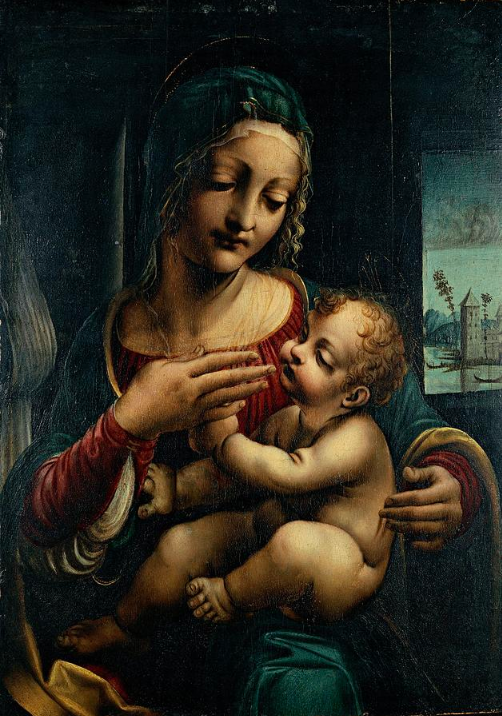
Francesco Napoletano, Madonna col Bambino, fine anni ottanta del XV secolo, Milano, Pinacoteca di Brera.

Allo stesso modo sono notevoli le affinità tra l'Angelo in rosso e il Ritratto femminile di profilo di Giovanni Ambrogio de Predis, entrambi notevolmente diversi dallo stile di Francesco Napoletano.

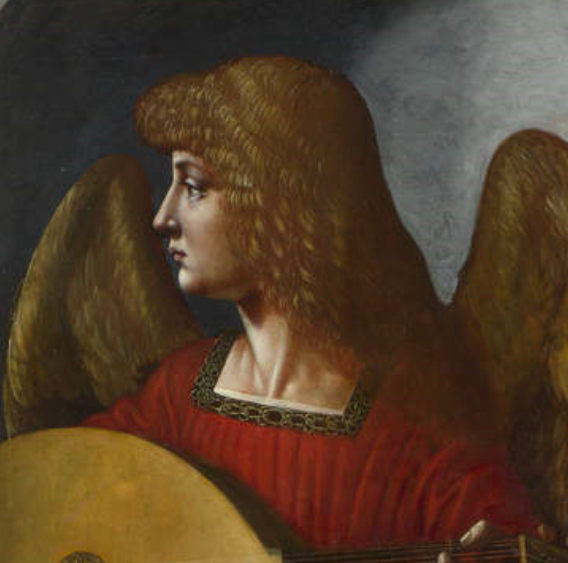
Volto dell'Angelo in rosso.
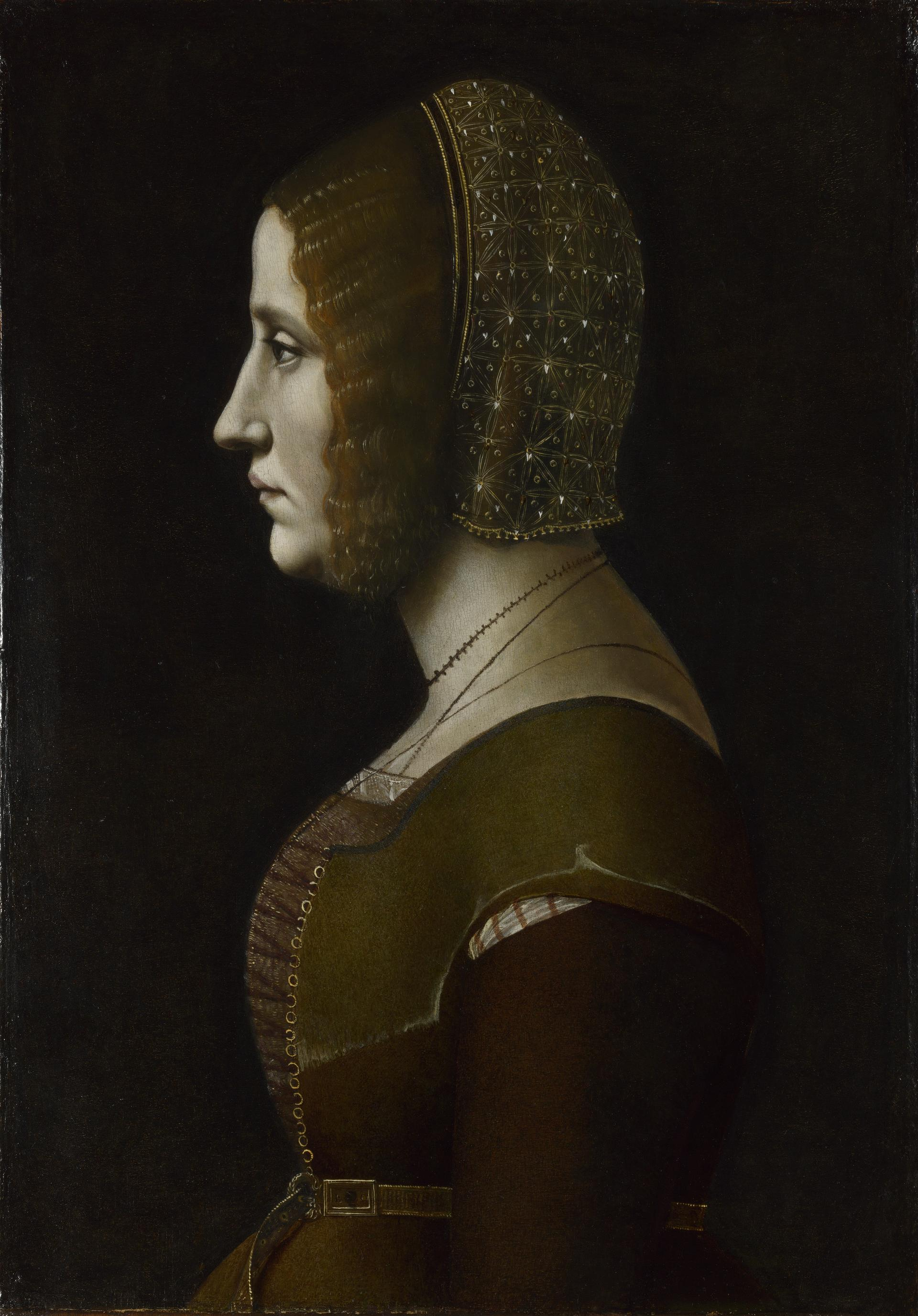
Giovanni Ambrogio de Predis, Ritratto femminile di profilo, 1495-1499, Londra, National Gallery.

### Titolo

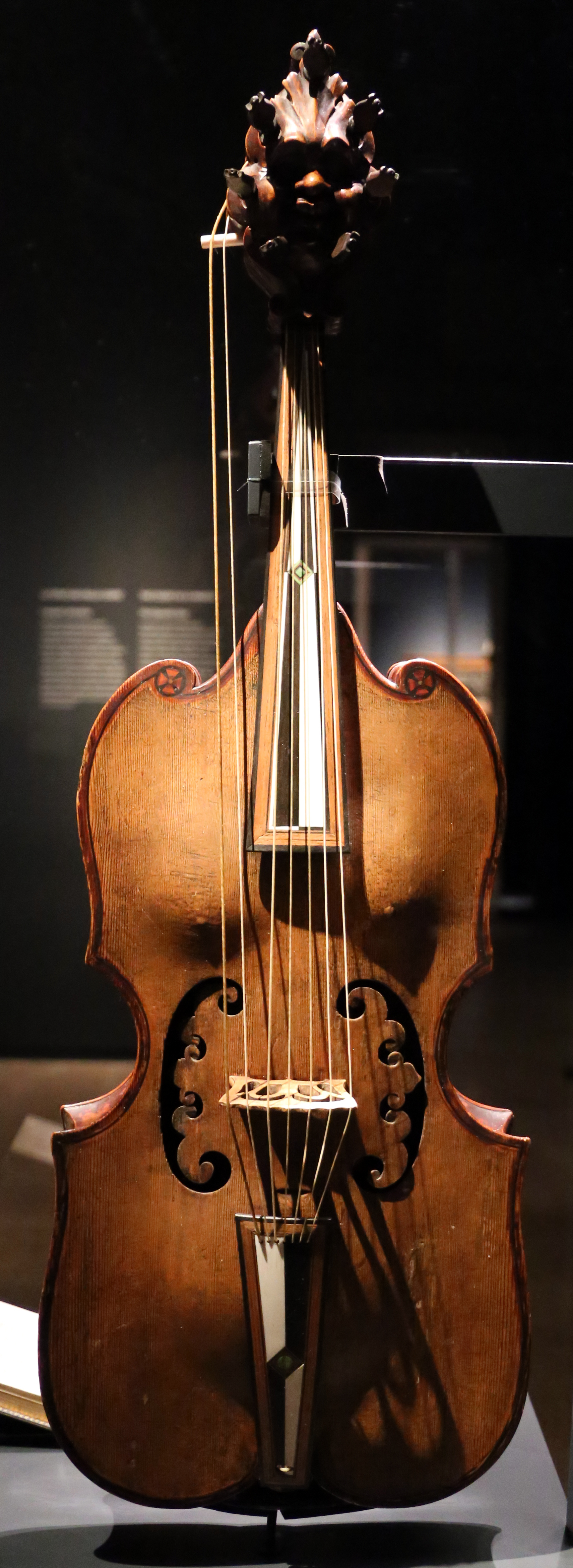
Una lira da braccio.

I titoli moderni corrispondono alla descrizione degli angeli stessi. Si consolidarono nella letteratura scientifica come Angelo musicante in rosso che suona il liuto e Angelo musicante in verde che suona la viella. Tuttavia, con riferimento a quest'ultimo la maggior parte degli storici dell'arte ritiene che lo strumento musicale suonato dall'angelo sia stato erroneamente identificato come viella, quando invece si tratta di una lira da braccio. Anche se il titolo più indicato sarebbe Angelo musicante in verde che suona la lira da braccio, la denominazione errata si è oramai imposta.

### Datazione
Si può ragionevolmente ritenere che i due pannelli siano stati prodotti tra il 1495 e il 1499, smentendo parzialmente la datazione della National Gallery, che colloca l'Angelo in verde nell'intero decennio (1490-1499).
Tuttalpiù, tenendo conto della fase preparatoria degli Angeli, è indubbiamente possibile affermare che le due opere siano posteriori al 1490 e che siano state ispirate dalla seconda versione della Vergine delle rocce, portata a termine in due fasi, tra il 1490 e il 1499 e nel triennio 1506-1508. Più precisamente, si riconosce che l'Angelo musicante in verde sia stato ispirato dalla figura di San Giovanni così come raffigurato nell'Ultima Cena di Leonardo (datata tra il 1494 e il 1498). In aggiunta, Giovanni Ambrogio de Predis rientrò soltanto nel luglio 1495 da Innsbruck, dove si trovava proprio con Francesco Napoletano su invito della principessa Bianca Maria Sforza. Infine, l'analisi tecnica mostra esplicitamente come i due pannelli siano stati dipinti nello stesso periodo, e ciò esclude quelle tesi che li distanziavano di diversi anni. Peraltro la creazione dell'Angelo con la viella non può essere avvenuta dopo il 1501, anno della morte del Napoletano.
Taluni autori posticipano ampiamente la realizzazione dei due pannelli, basandosi sull'ipotesi secondo cui il De Predis si sarebbe ispirato al ritratto di Isabella d'Este di da Vinci, del 1500 circa. La collocazione temporale, quantomeno dell'Angelo con il liuto, sarebbe quindi la stessa della Vergine delle rocce londinese (della sua fase finale).

### Commissione
Figure in bassorilievo
     Struttura di sostegno della pala d'altare

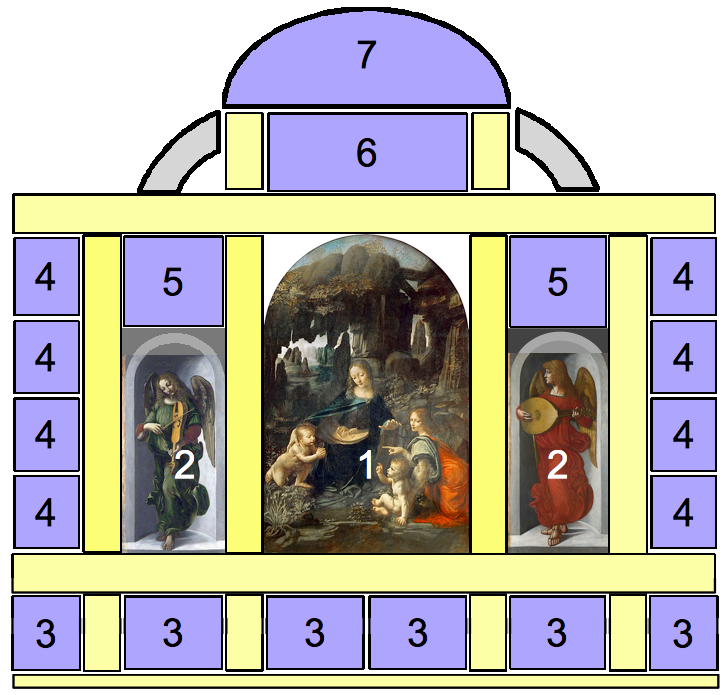
Schema di ricostruzione della pala d'altare in cui era inserita La Vergine delle rocce secondo l'ipotesi ricostruttiva di Carlo Pedretti, e condivisa anche da Malaguzzi-Valeri e da Frank Zöllner sulla base del contratto stabilito.
Figure in bassorilievo
Struttura di sostegno della pala d'altare
1) Pannello de La Vergine delle rocce
2) Pannelli laterali degli Angeli musicanti
3) Scene della vita della Vergine
4) Scene della vita della Vergine
5) (sconosciuti)
6) La Vergine con una gloria d'angeli
7) Rappresentazione di Dio Padre con una gloria di Serafini.

Il committente dell'opera fu la confraternita dell'Immacolata Concezione, confraternita laica milanese che si in quegli anni si stava occupando della decorazione della cappella dedicata proprio all'Immacolata Concezione, all'interno della chiesa di San Francesco Grande. Nel 1482 lo scultore e artista del legno Giacomo Del Maino consegnò, dopo aver firmato il contratto con la confraternita in data 8 aprile 1480, una grande ancona priva di decorazioni - ossia la struttura lignea che avrebbe racchiuso i dipinti. Il contratto per questi ultimi, invece, fu stipulato davanti ad un notaio il 25 aprile 1483, tra la confraternita da una parte e Leonardo da Vinci e gli altri due ritrattisti e miniaturisti, i fratelli Evangelista e Giovanni Ambrogio de Predis, dall'altra. Il termine per la consegna degli Angeli fu lo stesso della Vergine, l'8 dicembre 1483. Secondo il contratto, nella concezione originaria il pannello centrale doveva essere affiancato da più figure angeliche (almeno due per lato), intente a cantare o suonare.

#### Vicende successive
Nonostante l'opera fosse stata conclusa in tempi relativamente brevi, i committenti furono insoddisfatti del dipinto di Leonardo e questi si trovò obbligato a vendere tale versione e a realizzarne un'altra, agli inizi degli anni novanta. Si pone quindi una difficoltà di identificazione e di datazione dei due pannelli laterali, poiché è molto probabile che questi ultimi subirono le stesse sorti di quello centrale. Quindi gli Angeli conservati alla National Gallery non sarebbero gli originali: come la Vergine londinese prese il posto di quella conservata al Louvre, così i due Angeli musicanti potrebbero costituire la seconda versione di una prima andata perduta (i primi pannelli laterali sarebbero stati venduti all'acquirente insieme al primo pannello centrale). In ogni caso, l'Angelo in rosso e l'Angelo in verde londinesi furono esposti nel trittico con la seconda Vergine al massimo nel 1503.
Nel 1781 la pala d'altare fu scomposta, poiché in quell'anno il pannello della Vergine fu venduto ad un collezionista inglese. Documentazioni del 1798 attestano che gli Angeli fossero ancora posizionati nella struttura del trittico, incorniciando il vuoto lasciato dal dipinto di Leonardo. In seguito all'istituzione della Repubblica Cisalpina da parte di Napoleone Bonaparte, furono sequestrati nel Fondo di religione della Repubblica Cisalpina, per essere vendute nel 1802 al collezionista Giacomo Melzi, poco tempo prima della sua morte. Nel 1898, il suo discendente Giovanni Melzi d'Eril li vendette alla National Gallery, da cui non sono mai stati trasferiti.

### Stato di conservazione
In seguito alla loro realizzazione, i due pannelli subirono delle modifiche dimensionali: furono ingranditi in larghezza - e conseguentemente ridipinti - e rimpiccioliti in altezza. Le parti superiori, infatti, si suppone dovessero avere una forma ad arco, proprio come la Vergine.
I pannelli si presentano in uno stato di conservazione sufficiente. Infatti, le superfici grigie presentano dei problemi di aderenza, poiché si trattò di ridipinture effettuate su un preesistente strato di vernice sporca. Altre aree dei dipinti risultarono avere delle complicanze connesse alla fase di asciugatura durante la realizzazione: esse risultano all'origine delle crepe situate nelle zone più scure e sui drappeggi. Ciò è particolarmente evidente nel panneggio dell'Angelo in rosso, soprattutto nell'area del panneggio, su un'ampia zona del pentimento corrispondente alla cassa di risonanza e al braccio del personaggio.

## Descrizione

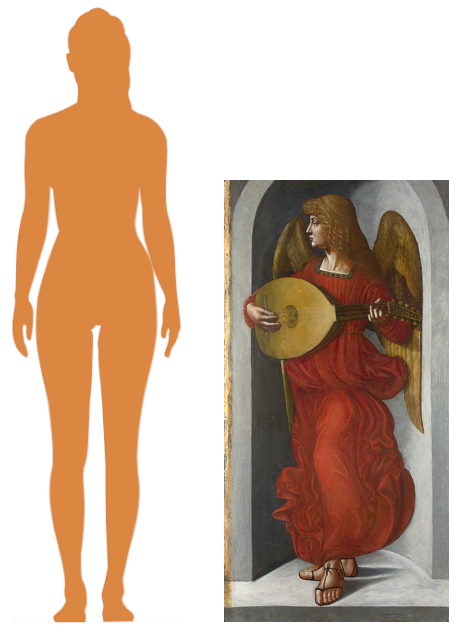
Comparazione tra una figura femminile di media statura (165 cm) e il dipinto dellAngelo in rosso.

I due dipinti sono stati prodotti su identico supporto, ossia legno di pioppo, mentre come legante per la pittura è utilizzato in entrambi i casi l'olio di noci. I pannelli presentano numerose similitudini: ciascuno è caratterizzato dalla sola presenza della figura dell'angelo in posizione eretta, all'interno di una nicchia in trompe-l'œil con le medesime gradazioni di grigio. I personaggi si poggiano sulla gamba destra e avanzano il piede sinistro verso lo spettatore. Le ali si aprono leggermente sul dorso, lasciando intuire la loro natura angelica. Le due figure hanno capelli sono lunghi e ricci, mentre indossano una veste monocromatica (rossa in un caso, verde nell'altro) che li copre fino alle caviglie e con lo scollo rotondo per uno e quadrato per l'altro. Ciascuno ha uno strumento musicale, che pare stia suonando.
Le differenze riguardano il tipo di strumento suonato dagli angeli, la posizione da loro assunta per fare ciò e la testa. Un angelo suona la lira da braccio e sembra sfregare l'archetto sulle corde; la sua testa sembra inclinata allo stesso modo di quella della Vergine nel pannello centrale. L'altro angelo suona un liuto e pizzica con le dita le corde. Il suo viso è di profilo, ed è rivolto verso la sinistra dello spettatore.

### Analisi
Gli studiosi ritengono che i due pittori abbiano utilizzato lo stesso modello: difatti i corpi dei due personaggi sono simili per statura, posa e drappeggio che indossano. Ancora più significativa la sovrapposizione nel caso del braccio destro e della spalla, possibile - e rilevata grazie alle analisi scientifiche - prima della modifica apportata nel corso del processo creativo all'Angelo in rosso.
Il disegno sottostante di ciascun'opera indica l'utilizzo di due tecniche assai differenti, a conferma della mano diversa tra i due pannelli: chi ha disegnato l'Angelo in verde ha dapprima prodotto un cartone, procedimento tecnico che permette la riproduzione puntuale, attraverso varie tecniche, delle immagini disegnate. L'Angelo in rosso è stato elaborato, invece, partendo da una griglia (visibile grazie alla riflettografia infrarossa), su cui poi l'artista ha disegnato a mano libera. L'analisi radiografica mostrerebbe che le due opere siano state realizzate in due momenti distinti (prima la creazione del corpo, poi quella della testa). Una comparazione dei disegni sottostanti di diverse zone mostra in entrambi i casi un'attenzione più profonda nell'area della testa, per la quale si presume siano stati condotti degli studi autonomi.L'indagine riflettografica è stata ciò che ha permesso di scoprire il pentimento sul panneggio dell'Angelo con il liuto, all'altezza dello strumento e del braccio destro, che infatti fuoriesce dalla nicchia, allargandosi verso il bordo, in maniera anomala.

#### Elaborazione delle figure
Sebbene abbiano verosimilmente beneficiato del grande aiuto di Leonardo da Vinci, non vi è alcuna possibilità che i pittori possano sostenere il confronto con il maestro. Contrariamente alle figure rappresentate nella Vergine delle rocce, infatti, i due angeli sono descritti come "rigidi e spigolosi", i loro contorni sono più marcati e i drappeggi delle vesti si presentano "stilizzati e piatti". Il contrasto è notevole se si considera il viso dell'Angelo in verde e quello del suo riferimento, la Vergine, che con le sue ombre più morbide e tenui conferma la maggiore padronanza di Leonardo nella tecnica dello sfumato. Entrambi i pannelli laterali sono reputati dagli storici dell'arte come non particolarmente innovativi dal punto di vista iconografico, al contrario di quanto accade con il pannello centrale.
I due personaggi differiscono per le loro colorazioni, soprattutto nella resa dell'incarnato: i toni sono più caldi nell'Angelo in rosso, perché il suo ideatore preferì maggiormente i toni bruni e rosa, e meno il nero.

#### I dubbi sull'ambientazione di fondo

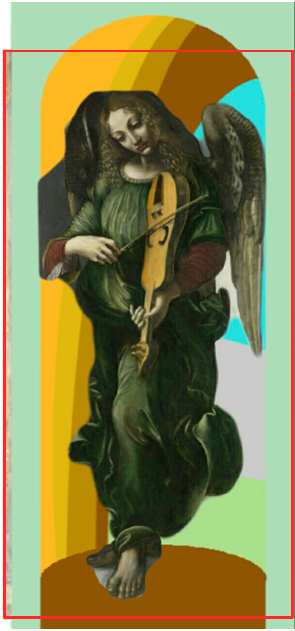
Ipotesi dello sfondo dell'Angelo in verde.
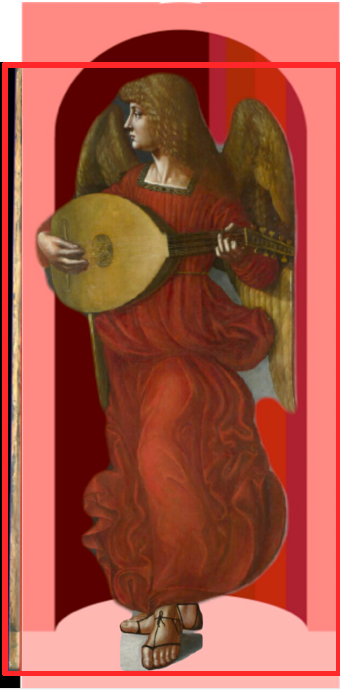
Ipotesi dello sfondo dell'Angelo in rosso.

Grazie ad alcuni studi effettuati nel 1974 è emerso che gli sfondi siano stati oggetto di ridipintura. Attualmente si presentano come nicchie grigie, ma originariamente dovevano presentarsi diversamente: l'Angelo in verde aveva alle spalle due blocchi, uno verde sormontato da un altro bluastro, riconducibili senz'altro ad un paesaggio, mentre lo stipite della struttura corrisponde ad un'apertura, quasi un'insenatura a forma di arcata; l'Angelo in rosso presenta una nicchia rosata, la cui colorazione fu presumibilmente un tentativo di imitazione della precedente ambientazione pietrosa color rosso-bruno.
Secondo l'ipotesi degli studiosi Rachel Billinge, Luke Syson e Marika Spring poiché i pannelli laterali si affacciavano su quello della Vergine delle rocce, la lucentezza delle loro tinte non poteva stonare con esso. Al contrario, una volta posizionati da una parte e dall'altra, si rivelò un contrasto così marcato da rendere necessaria una ridipintura con colori più neutri.

## Influenza

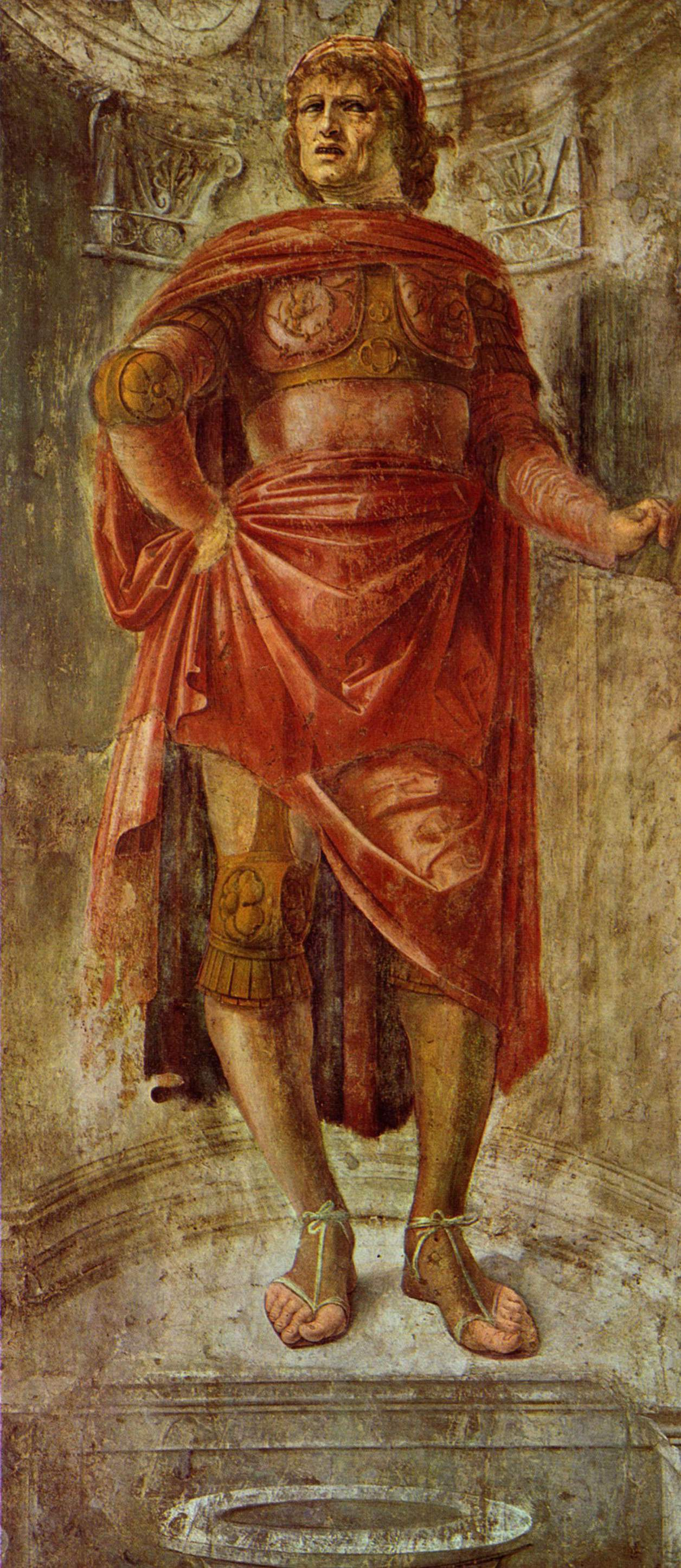
Donato Bramante, Uomo con spada, 1477, Milano, Pinacoteca di Brera.

Trattandosi di figure rappresentate in posizione eretta all'interno di una nicchia, gli Angeli musicanti si ispirano nettamente - per il punto di vista, l'atteggiamento e la collocazione dei personaggi - agli Uomini d'arme del Bramante, affrescati qualche anno prima (tra il 1486 e il 1487). Chiaramente i due pannelli beneficiano della forte influenza delle opere di Leonardo da Vinci e più in particolare della seconda versione della Vergine delle rocce: ciò è ben evidente a giudicare dallo stile, dalla fattura, ma anche dalla coerenza proporzionale degli angeli con la Vergine, Gesù Bambino, San Giovanni e l'angelo rappresentati nel pannello centrale. Difatti, le due opere furono create sotto la supervisione del maestro e la scelta di rappresentare una lira da braccio e non una viella, più comune, potrebbe confermare questa presenza del maestro, descritto come un eccellente suonatore di viola da braccio nelle Vite di Giorgio Vasari. Anche l'esistenza di difetti tecnici similari a quelli delle produzioni leonardesche (le crepature o i rigonfiamenti soprattutto) rafforzerebbe la tesi.

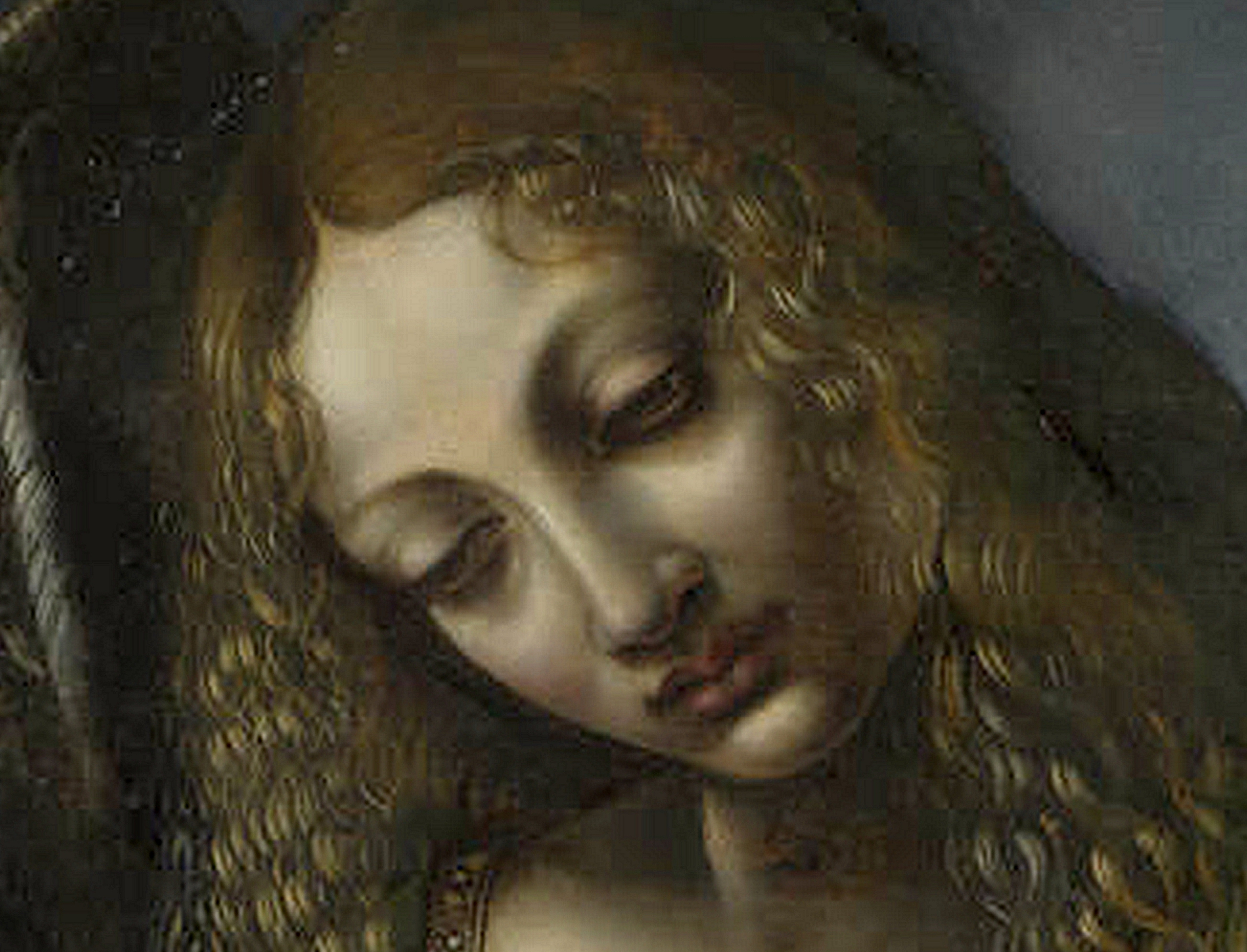
Volto dell'Angelo in verde.
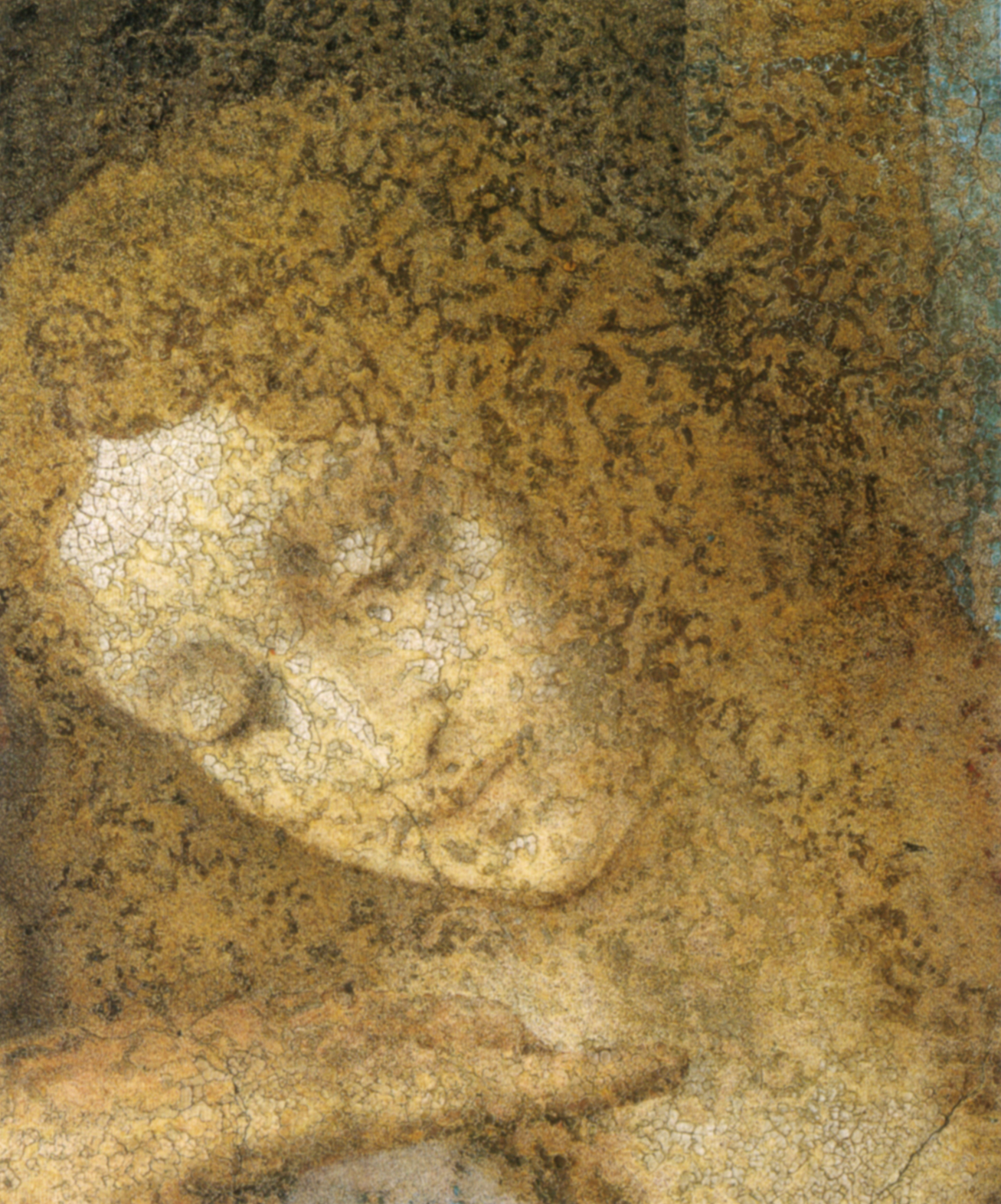
Volto di San Giovanni nell'Ultima Cena di Leonardo da Vinci.
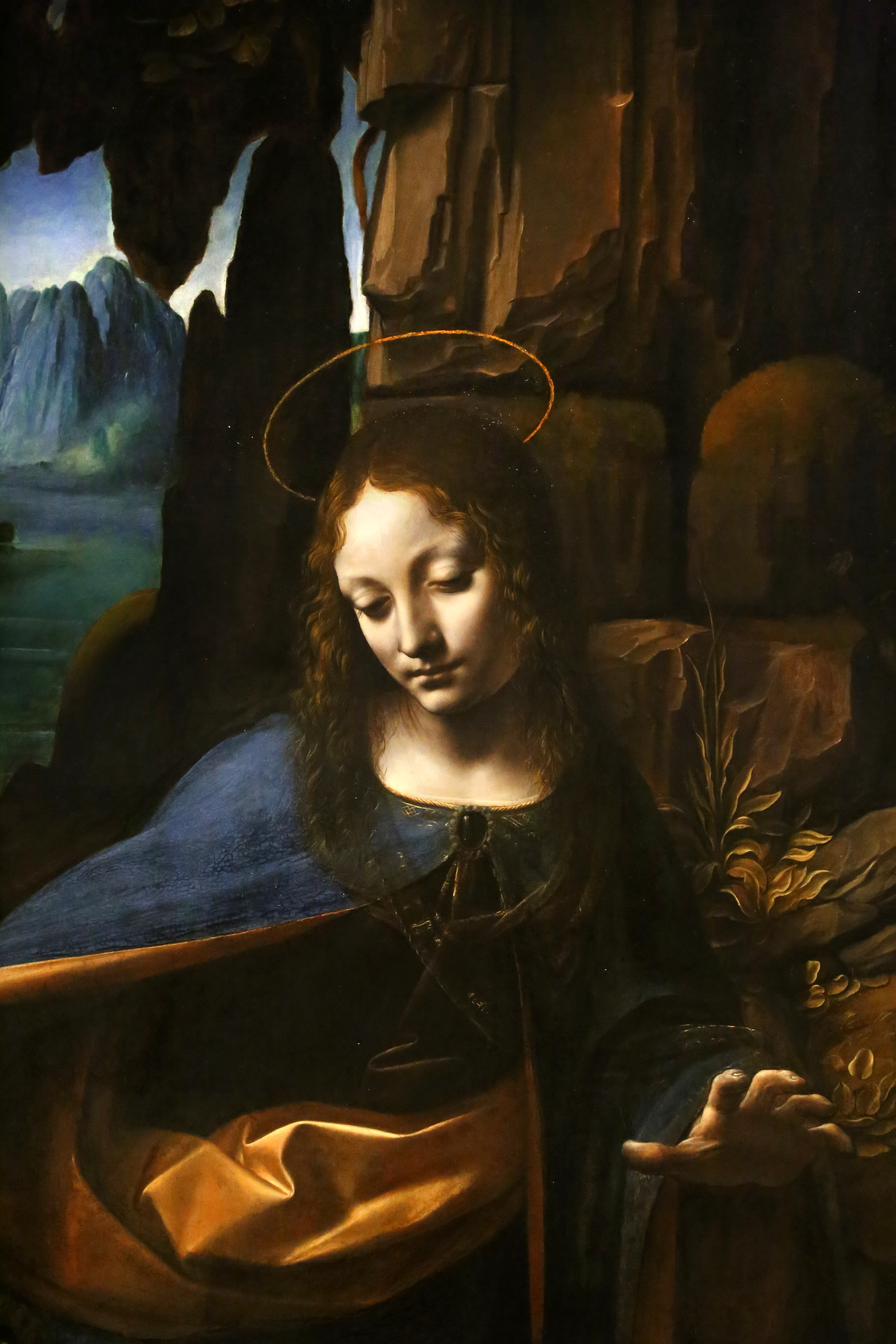
Primo piano della Vergine nel pannello della Vergine delle rocce.

L'Angelo musicante in verde riprende ampiamente dal maestro il viso e l'inclinazione della testa (l'angolo formato dal collo e la rotazione della testa rispetto alle spalle). Allo stesso modo, secondo taluni autori la fonte di ispirazione per l'Angelo musicante in rosso sarebbe il ritratto di Isabella d'Este disegnato da Leonardo, con cui avrebbe in comune la posizione di profilo del viso, la posizione delle spalle, il movimento simile della capigliatura sulla testa e sulle spalle, la stessa frangia sulla fronte, che quasi va a riprendere il contorno di un velo, non visibile nel ritratto. Infine, la traccia di una griglia sulla superficie sottostante alla vernice andrebbe a confermare la possibilità che il volto dell'angelo sia stato la riproduzione ingrandita di un ritratto già eseguito, come nel caso dell'incompiuto di da Vinci. Questa ipotesi, però, resta dibattuta e poco convincente, perché posticiperebbe la data di creazione del pannello ad una data posteriore al 1500.

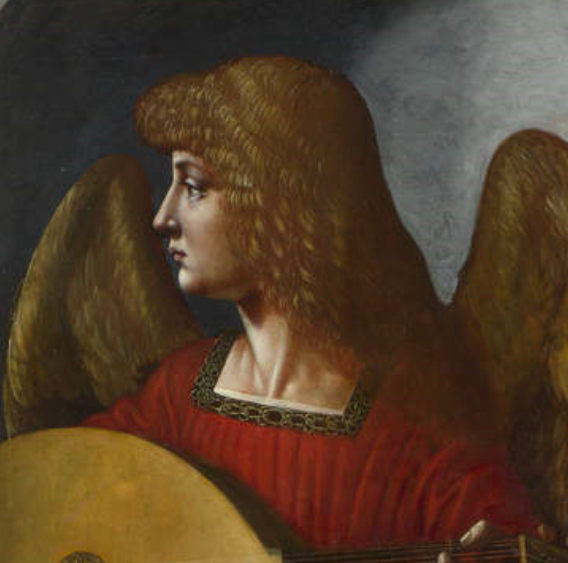
Volto dell'Angelo in rosso.
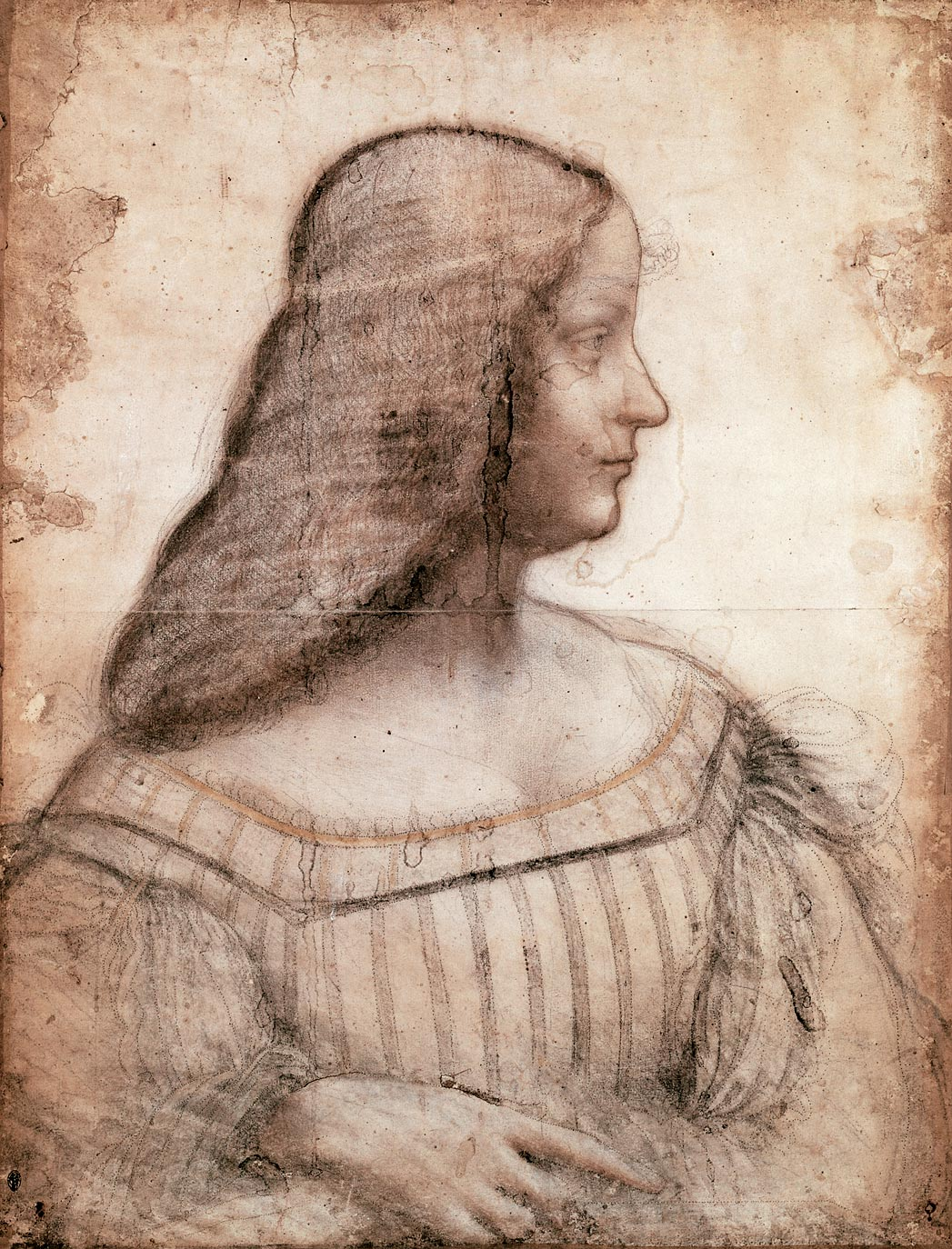
Leonardo da Vinci, Ritratto di Isabella d'Este, 1500, Parigi, Museo del Louvre.

### Iconografia
I due pannelli presentano ciascuno un angelo che suona uno strumento musicale e si collocano, in tal modo, nella continuità di una tradizione iconografica medievale, quella degli angeli musicanti. La figura dell'angelo musico comparve intorno al XIII secolo e si evolvette nel corso dei secoli per proclamare la gloria della Vergine, madre di Gesù e figura tra le più illustri della Bibbia. Gli angeli apparvero nelle raffigurazioni degli eventi mariani più significativi: soprattutto Annunciazione, Madonna col Bambino, Assunzione e Incoronazione. Il liuto e la viella rappresentavano strumenti d'eccezione, ma la viola da braccio era molto più rara di questi ultimi. 

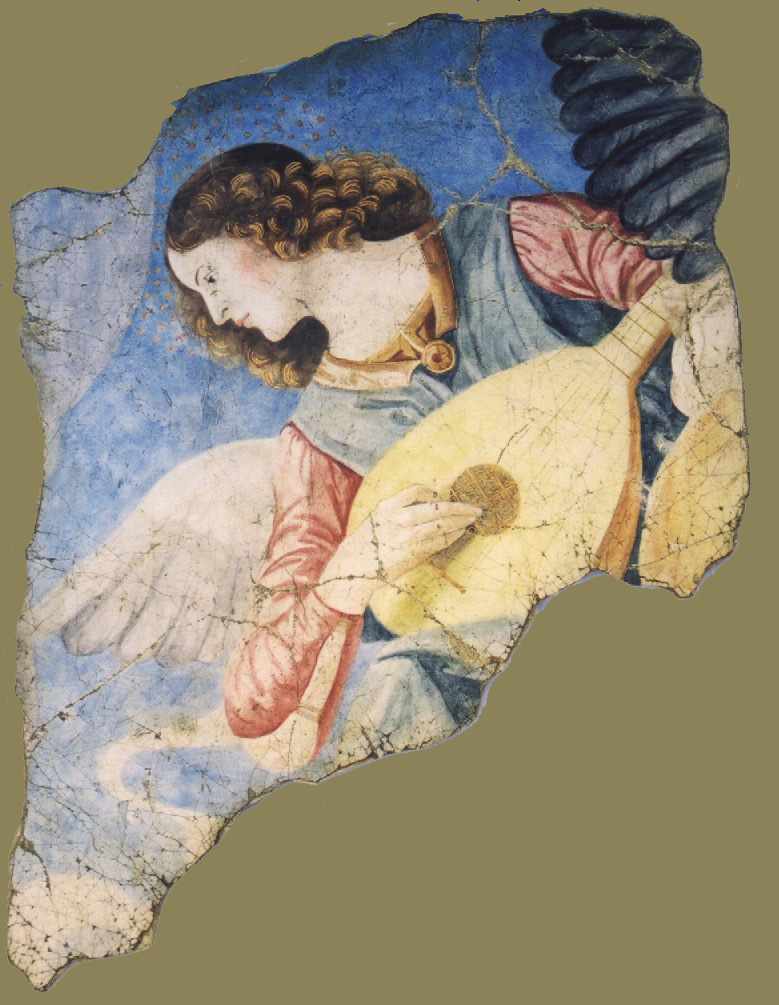
Melozzo da Forlì, Angelo che suona il liuto, 1472, Città del Vaticano, Pinacoteca vaticana.
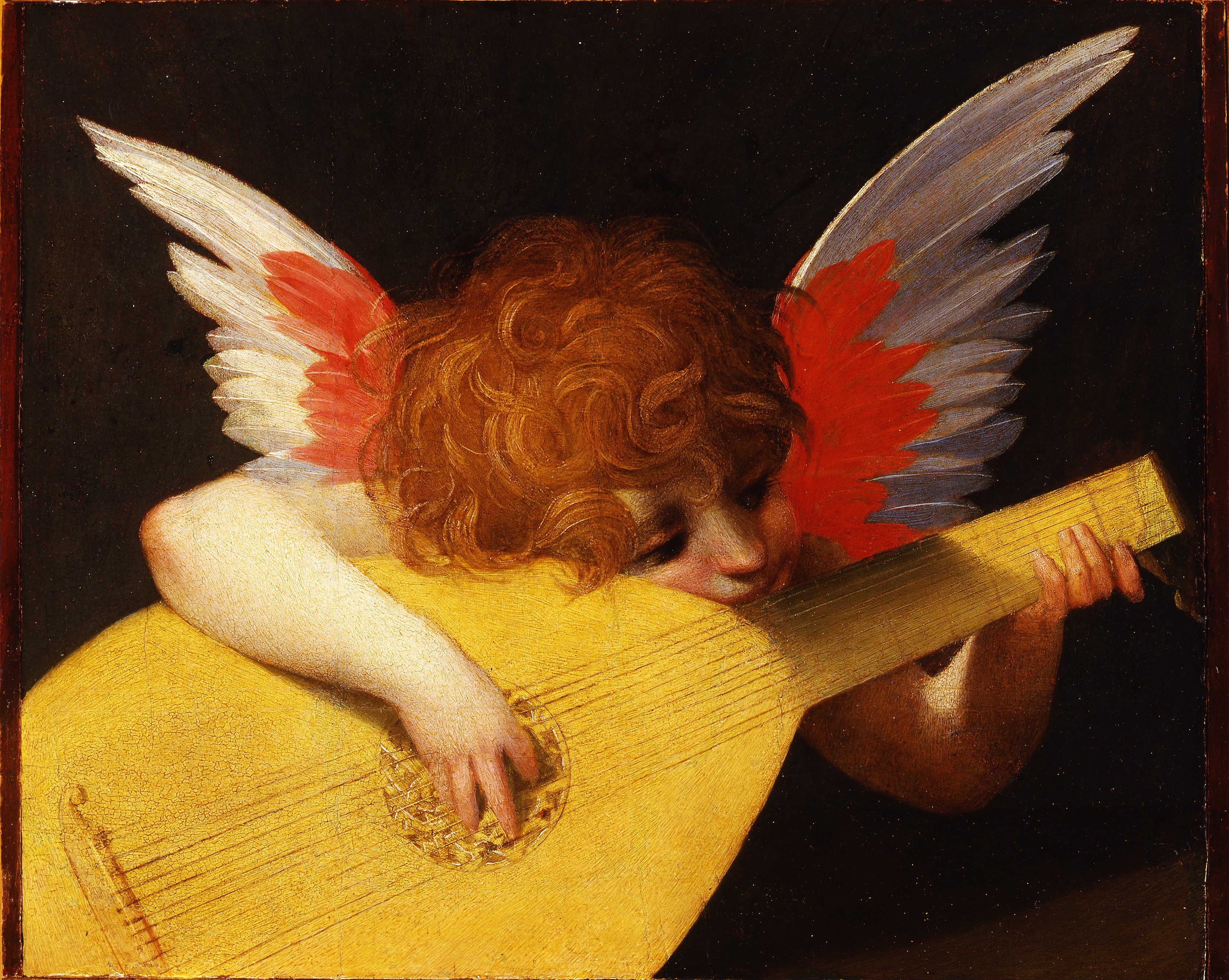
Rosso Fiorentino, Putto che suona, 1521, Firenze, Galleria degli Uffizi.

### Influenza successiva
Senza alcun dubbio considerati opere minori del loro tempo, i due Angeli non conobbero la fortuna del pannello di Leonardo: furono oggetto di una sola copia nota, nell'ambito di quella effettuata minuziosamente - principalmente per la Vergine delle rocce - da Andrea Bianchi detto il Vespino, tra il 1611 e il 1614. È comunque possibile che ne esistesse anche un'ulteriore copia all'interno della chiesa di Santa Maria della Passione a Milano. In ogni caso, questi unici due esemplari sono considerati dispersi.